# Lazarenkoite
La lazarenkoite è un minerale.